# Astor de Doria
L'astor de Doria (Megatriorchis doriae) és un ocell de la família dels accipítrids (Accipitridae) i única espècie del gènere Megatriorchis. Habita els boscos de Nova Guinea i la propera illa de Batanta. El seu estat de conservació es considera gairebé amenaçat.